# NGC 2865
NGC 2865 est une galaxie elliptique particulière située dans la constellation de l'Hydre. NGC 2865 a été découverte par l'astronome britannique John Herschel en 1835.

## Caractéristiques
NGC 2865 présente une large raie HI.

### Distance
Sa vitesse par rapport au fond diffus cosmologique est de 2 946 ± 23 km/s, ce qui correspond à une distance de Hubble de 43,5 ± 3,1 Mpc (∼142 millions d'al).
À ce jour, 17 mesures non basées sur le décalage vers le rouge (redshift) donnent une distance de 26,899 ± 10,106 Mpc (∼87,7 millions d'al), ce qui est à l'extérieur des valeurs de la distance de Hubble. Notons que c'est avec la valeur moyenne des mesures indépendantes, lorsqu'elles existent, que la base de données NASA/IPAC calcule le diamètre d'une galaxie et qu'en conséquence le diamètre de NGC 2865 pourrait être d'environ 52,3 kpc (∼171 000 al) si on utilisait la distance de Hubble pour le calculer. 

### Morphologie

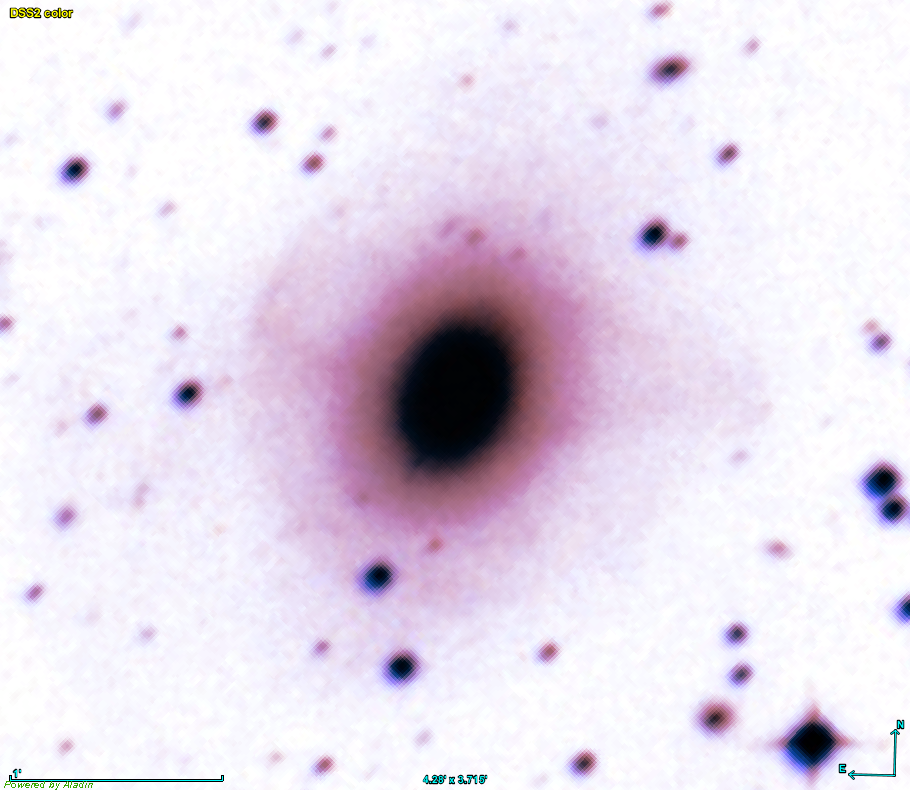
NGC 2865 présente des nuages d'étoiles à l'ouest et au nord-ouest.

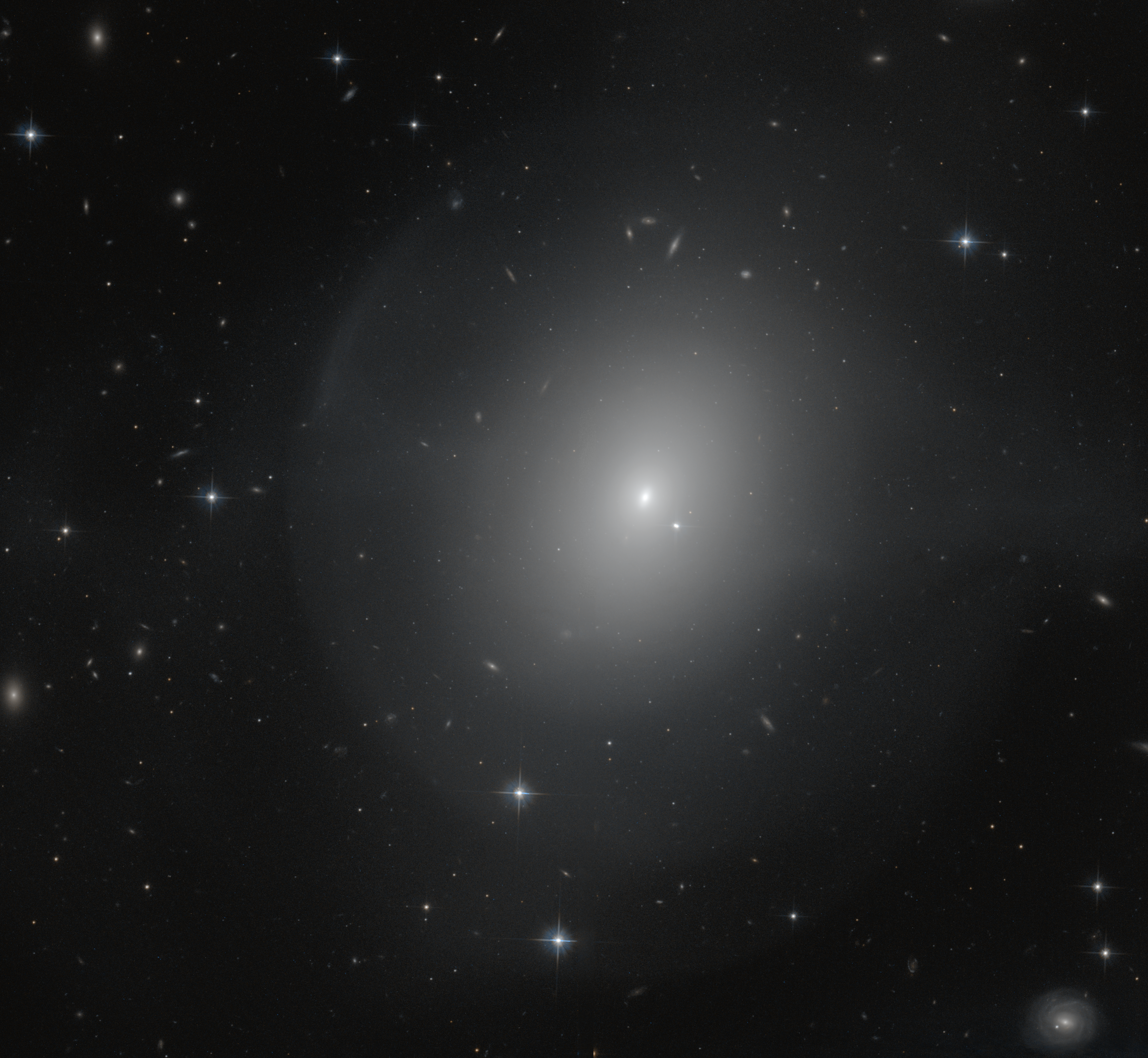
On distingue la faible lueur du nuage d'étoiles à l'ouest de NGC 2865 sur cette image prise par le télescope spatial Hubble.

La galaxie NGC 2865 a l'apparence d'une galaxie elliptique normale sur l'image en lumière visible, mais si on inverse cette image tout en augmentant les contrastes, on constate qu'elle présente des nuages d'étoiles à l'ouest ainsi qu'au nord-ouest. Cette caractéristique a été notée par le professeur Seligman, d'où son classement de galaxie particulière. Le nuage d'étoiles à l'ouest est aussi visible sur la photo prise par le télescope spatial Hubble.
NGC 2865 a été utilisée par Gérard de Vaucouleurs comme une galaxie de type morphologique Pec ou E(shell) dans son atlas des galaxies,.